# Xavi Hernández

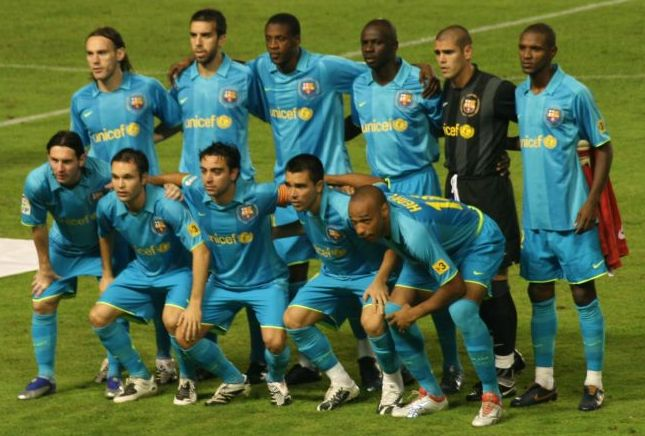
Xavi als aanvoerder van FC Barcelona op 29 september 2007 tegen UD Levante.

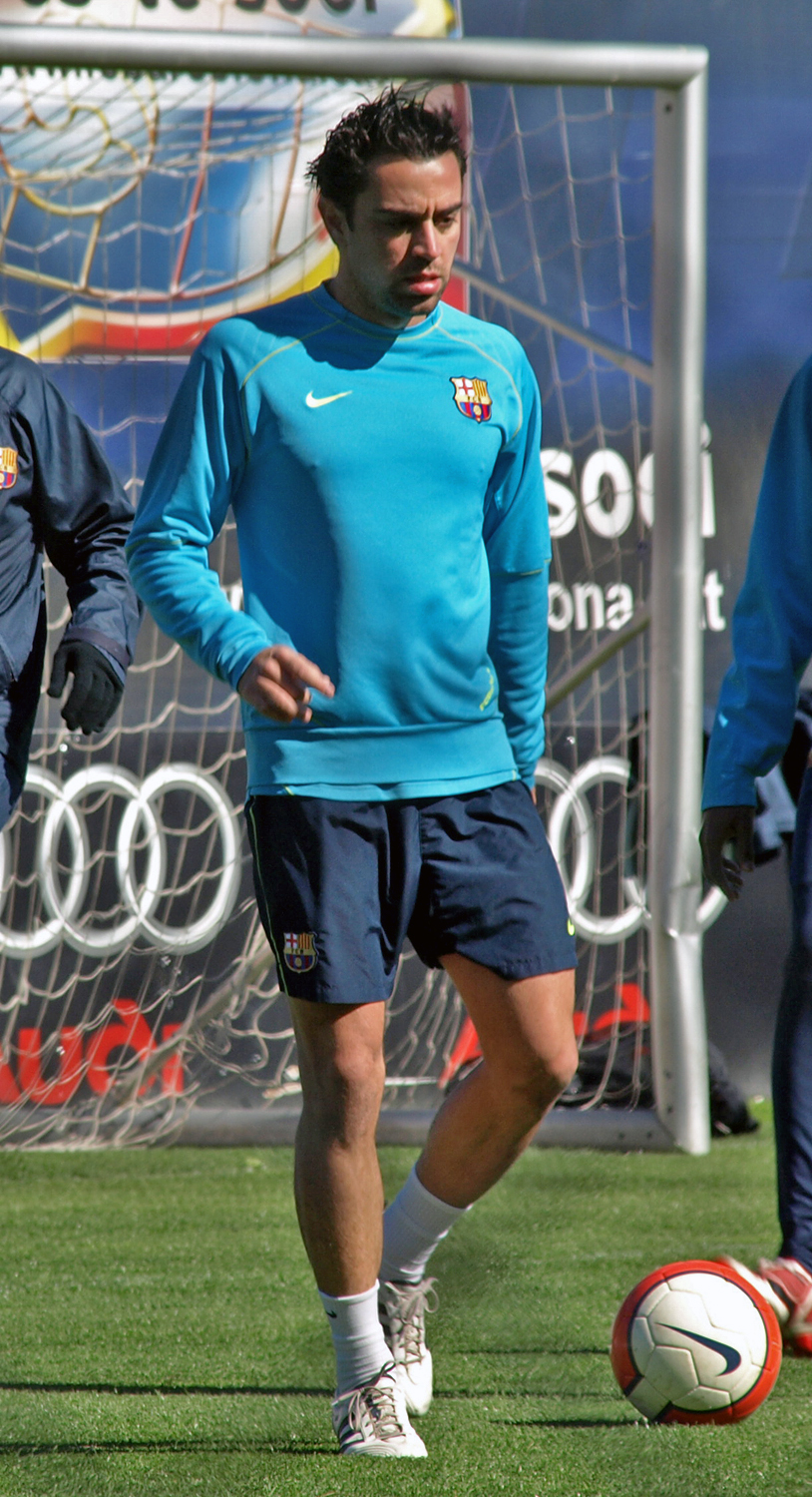
Xavi tijdens een training van FC Barcelona in 2008.

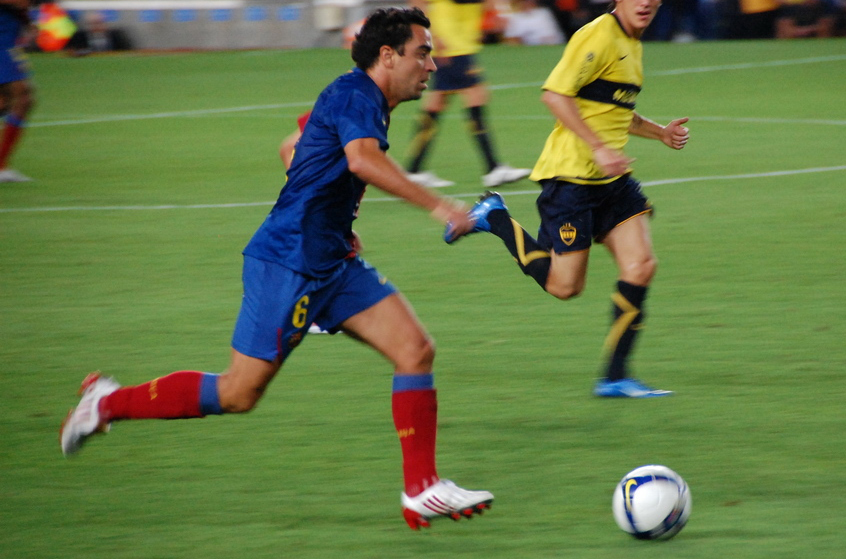
Xavi tijdens de wedstrijd om de Trofeu Joan Gamper in 2008.

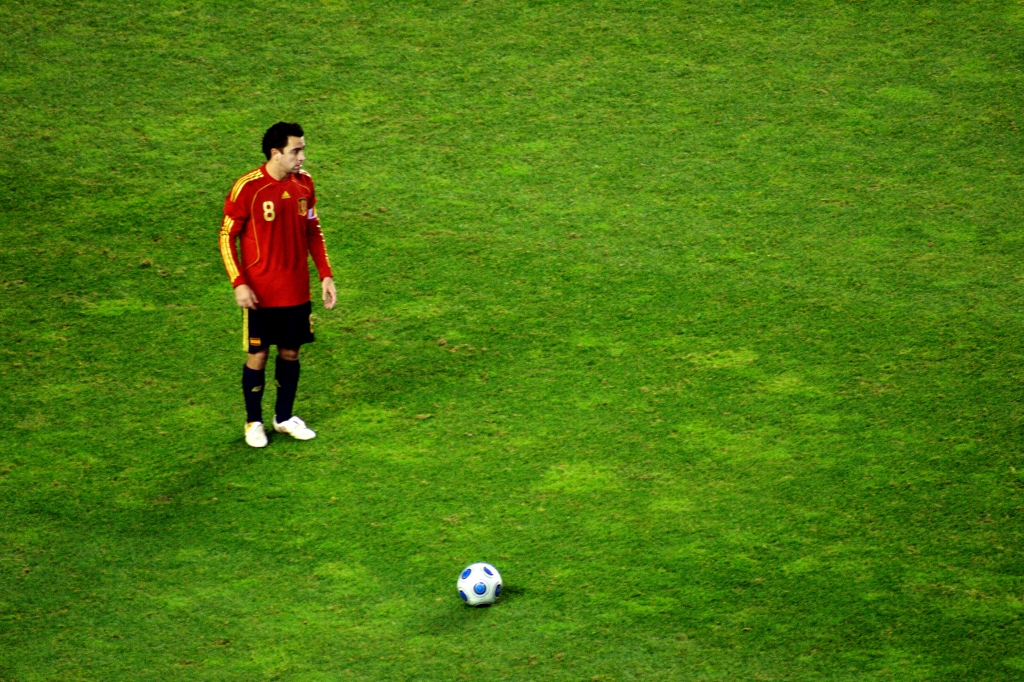
Xavi tijdens een interland tegen Engeland.

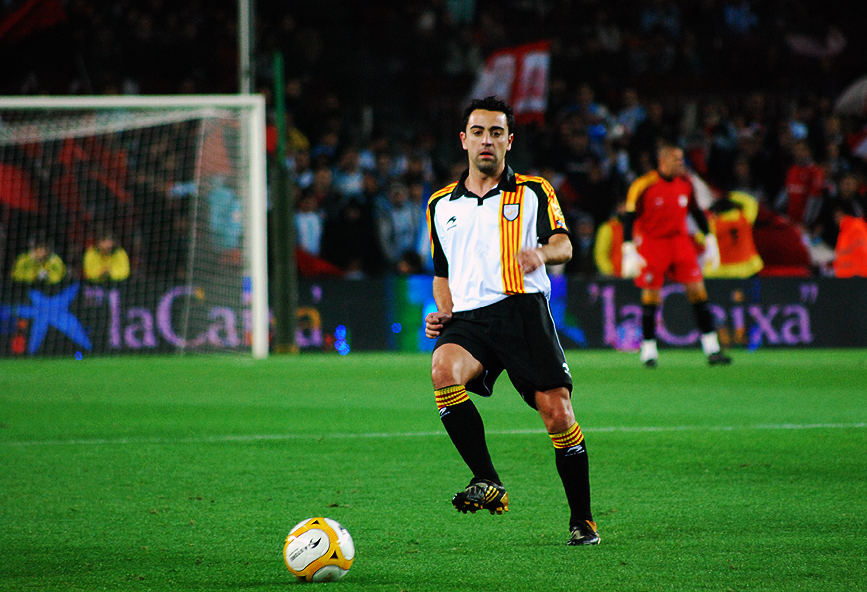
Xavi als speler van het Catalaans elftal.

Xavier Hernández Creus, kortweg Xavi (Terrassa, 25 januari 1980) is een Spaans voetbalcoach en voormalig profvoetballer die doorgaans als middenvelder speelde. Xavi staat bekend als een van de beste middenvelders ooit.
Xavi stroomde in 1997 door vanuit de jeugdopleiding van FC Barcelona, waarvoor hij vervolgens meer dan 500 competitiewedstrijden speelde. Hij was tevens van 2000 tot en met 2014 actief voor het Spaans nationaal elftal, waarvoor hij 133 wedstrijden speelde en waarmee hij het EK 2008, het WK 2010 en het EK 2012 won.
Xavi speelde op woensdag 17 september 2014 zijn 142ste wedstrijd in de UEFA Champions League. Daarmee evenaarde hij het recordaantal van Raúl González Blanco. Hij speelde op 30 september 2014 vervolgens zijn 143ste Champions League-wedstrijd door in te vallen tegen Paris Saint-Germain, waarmee hij alleen recordhouder werd. Xavi won het toernooi met Barcelona in zowel 2006, 2009, 2011 als 2015.
Op 23 mei 2015 speelde Xavi in Camp Nou zijn laatste thuiswedstrijd in het shirt van FC Barcelona.
Tussen 6 november 2021 en 29 mei 2024 was hij trainer van de Catalanen.

## Spelerscarrière

### Jeugd
Xavi werd geboren in de Clínica del Remei in Terrassa en groeide op met zijn vader Joaquim, zijn moeder Maria-Mercè, zijn broers Alex en Oscar, en zijn zus Ariadna. Zijn vader was zelf profvoetballer geweest. Hij begon met voetballen op school. In die tijd gold Matthew Le Tissier als een van de grote voorbeelden voor de jonge middenvelder. Xavi over zijn jeugdjaren: "Ik weet dat mijn broers niet blij waren als ik zonder brood thuis kwam. Iedere dag als ik uit school kwam moest ik brood kopen. Mijn moeder gaf me dan geld en ik ging naar de markt om het te kopen. Onderweg stopte ik echter vaak om te voetballen en als ik dan aankwam bij de bakker, was deze gesloten." "Mijn zusje Ariadna is van ongeveer dezelfde leeftijd als ik. We voetbalden vaak samen, ze heeft de linkervoet van Messi. Ik koos haar altijd voor mijn team en de andere jongens lachten me altijd uit. Hoe kun je haar kiezen, dat is een meisje!, zeiden ze dan, maar we hebben ze verschillende malen ingemaakt..." Zijn familie vormt voor Xavi een belangrijk deel van zijn leven. Met zijn familie heeft Xavi een bedrijf in onroerend goed, Portal Nexe. Zijn vader en broers zijn er werkzaam en zelf heeft hij ook een eigen kantoor. Sant Josep de Terrassa, waar zijn grootvader voorzitter was, werd zijn eerste club. In deze periode was hij volgens zijn vader al opvallend als voetballer: "Ik herinner me een wedstrijd toen hij vijf of zes jaar oud was. Al zijn teamgenootjes gingen achter de bal aan bij een aanval, maar Xavi bleef achter. Toen ik hem vroeg waarom hij dat deed, vertelde hij dat als iedereen vooraan is de tegenpartij makkelijker kan scoren en dat hij daarom achter bleef staan. Toen merkte je al dat hij inzicht in het spel had."

### Cantera
Xavi kwam bij de jeugdopleiding (cantera) van FC Barcelona toen hij elf jaar oud was. Het was aan de scouts van de club, Oriol Tort in het bijzonder, te danken dat Xavi bij Barça ging spelen, want zelf dacht hij dat hij niet goed genoeg was voor FC Barcelona en hij ging dan ook niet naar de testdagen. Van zijn eerste salaris, ongeveer 24 euro, kocht hij een toaster voor zijn moeder. Een taxi bracht hem de eerste jaren vanuit school naar de trainingen en van de trainingen naar huis. Xavi was een uitstekende leerling en haalde goede cijfers. Later reisde hij met de trein tussen Terrassa en Barcelona. Xavi doorliep de verschillende jeugdelftallen van FC Barcelona en had Juan Manuel Asensi, Niko Milenkovic, Joan Vilà, Jordi Gonzalvo en Albert Benaiges als trainers. In de jeugdelftallen kreeg Xavi een bijzondere bijnaam. Miguel Ángel Lozano gaf hem in de bijnaam Pelopo, iets in de trant van “penishaar”. Miguel Ángel: “Het was een vriendelijk bedoelde bijnaam die we gebruikten in de wijk waar ik vandaan kom. Het begon als iets stoms, maar het is nu nog steeds in gebruik.” Van deze bijnaam van Xavi werd later de term pelopina afgeleid, de kenmerkende actie van de middenvelder waarbij met de bal aan de voet volledig om zijn as draait. Via de jeugdelftallen kwam de middenvelder in de Juvenil A, het hoogste jeugdelftal van de club. Hiermee behaalde Xavi samen met onder andere Gabri en Luis García in 1997 de finale van de Copa del Rey Juvenil. Hierin was Sevilla FC echter met 2-1 te sterk. In het seizoen 1997/98 behoorde Xavi tot nieuwe generatie aankomende sterren van FC Barcelona B onder leiding van trainer Gonzalvo. Samen met spelers als Carles Puyol, Gerard López en Gabri, wist hij met Barça B promotie naar de Segunda División A te bewerkstelligen, onder meer door een 5-0-overwinning op Real Madrid Castilla in de play-offs.

### FC Barcelona onder Van Gaal
De prestaties van Xavi waren niet onopgemerkt gebleven bij Louis van Gaal, de hoofdcoach van FC Barcelona. De Nederlander haalde Xavi in 1998 bij het eerste elftal. Op 24 maart van dat jaar speelde hij in het duel om de Copa de Catalunya tegen UE Lleida zijn eerste wedstrijd in de hoofdmacht van FC Barcelona. Hij begon in de basis. Xavi speelde tevens in de finale van het Catalaanse bekertoernooi tegen CE Europa als wissel van Òscar García. Na een 1-1 gelijkspel moesten strafschoppen de beslissing brengen. Xavi was een van de drie spelers van FC Barcelona, naast Michael Reiziger en Iván de la Peña, die de strafschop niet wist te benutten, waardoor CE Europa de Copa de Catalunya won.
Xavi maakte op 19 augustus 1998 zijn officiële debuut in het duel om de Supercopa de España tegen RCD Mallorca. De middenvelder had een basisplaats en scoorde bovendien direct in zijn eerste officiële wedstrijd in het eerste elftal. Desondanks verloor FC Barcelona de wedstrijd met 1-2. In de uitwedstrijd tegen Manchester United op 16 september 1998 maakte Xavi zijn debuut in de UEFA Champions League als invaller voor Giovanni in de tweede helft. Op 3 oktober 1998 debuteerde Xavi in de Primera División als basisspeler tegen Valencia CF. In het seizoen dat volgde werd hij met FC Barcelona kampioen van Spanje. Xavi scoorde in zeventien wedstrijden één doelpunt die jaargang, maar wel een erg belangrijke: de winnende treffer tegen Real Valladolid, een overwinning die het zeker lijkende ontslag van Louis van Gaal voorkwam en die tevens de start betekende van het herstel van FC Barcelona na een slechte start in de competitie met uiteindelijk de Spaanse titel als gevolg.
Voorafgaand aan het seizoen 1999/2000 was Xavi dicht bij een transfer naar AC Milan, maar hij zag uiteindelijk af van een vertrek bij FC Barcelona. "Na het winnen van het WK Onder-20 in 1999, kwam ik in contact met AC Milan. Mijn zaakwaarnemer, mijn vader en ik spraken met trainer Alberto Zaccheroni en bestuurslid Adriano Galliani en ze boden me een salaris aan dat het dubbele was van wat ik bij Barça verdiende. Ze vertelden me over het team dat ze wilden opbouwen met mij als vaste waarde. Mijn familie, in het bijzonder mijn moeder, en mijn droom om te slagen bij Barça hebben er uiteindelijk toe geleid dat ik ben gebleven." In het seizoen 1999/2000 liep FC Barcelona prolongatie van de landstitel mis met een tweede plaats in de competitie en strandde FC Barcelona in de halve finales van de Copa del Rey en de Champions League. Alleen de Copa de Catalunya werd gewonnen en Van Gaal nam ontslag.
In het seizoen 2000/2001 won Xavi met FC Barcelona geen enkele prijs. Zelfs de finale van de Copa de Catalunya tegen CF Balaguer ging verloren, hoewel Xavi wel een doelpunt maakte in de eindstrijd van dit regionale bekertoernooi. Na het vertrek van Josep Guardiola in 2001 werd Xavi de leider op het middenveld van FC Barcelona. Het seizoen 2001/2002 eindigde net als de voorgaande jaargang zonder prijzen. Ondanks een doelpunt van Xavi uit een vrije trap ging de finale om de Copa de Catalunya tegen uitgerekend Terrassa FC verloren. Louis van Gaal keerde terug als trainer bij FC Barcelona, maar zonder enig succes in het seizoen 2002/2003.

### FC Barcelona onder Rijkaard
Na de komst van Frank Rijkaard in 2003 werd in het seizoen 2003/2004 de opgaande lijn ingezet. FC Barcelona won weer eens de Copa de Catalunya, de club eindigde op een tweede plaats achter landskampioen Valencia CF en het won voor het eerst in jaren uit bij aartsrivaal Real Madrid. Xavi maakte in die wedstrijd de winnende treffer met een lobbal in een luchtduel met doelman Iker Casillas. Na het vertrek van Luis Enrique en Phillip Cocu in 2004 werd Xavi tweede aanvoerder van FC Barcelona achter Puyol. Bij afwezigheid van Puyol nam Xavi in augustus 2004 als aanvoerder de Trofeu Joan Gamper in ontvangst na een 2-1-overwinning op AC Milan. In het seizoen 2004/2005 won Xavi met FC Barcelona zijn tweede landstitel en de Copa de Catalunya. Op de dag dat hij 25 jaar werd, was hij de meest ervaren speler van FC Barcelona op die leeftijd met 272 wedstrijden in het eerste elftal, meer dan Guardiola (199), Albert Ferrer (191) en Guillermo Amor (187). In de kampioenswedstrijd tegen UD Levante gaf Xavi uit een corner de assist op Rafael Márquez voor het beslissende doelpunt. De middenvelder was in het seizoen 2004/2005 de speler met de meeste gespeelde wedstrijden (47; 36 in de Primera División, 1 in de Copa del Rey, 2 in de Copa de Catalunya, 8 in de Champions League) en minuten (4133). In augustus won FC Barcelona ten koste van Real Betis de Supercopa de España. Op 18 september 2005 speelde Xavi tegen Atlético de Madrid zijn tweehonderdste wedstrijd in de Primera División. Op 2 december 2005 liep hij op een training een ernstige knieblessure op. Bij een ongelukkige actie in duel met José Edmílson scheurde Xavi de kruisband van zijn rechterknie. De middenvelder moest geopereerd worden en zijn deelname aan het WK 2006 leek in gevaar te komen. Xavi herstelde echter voorspoedig en op 30 april 2006 maakte hij tegen Cádiz CF als invaller voor Deco zijn rentree. Een week later startte Xavi tegen RCD Espanyol, de wedstrijd waarin de achttiende landstitel van FC Barcelona werd gevierd die midweeks was veroverd in de uitwedstrijd bij Celta de Vigo, alweer in de basis. In de gewonnen UEFA Champions League-finale (2-1 tegen Arsenal FC) kwam de middenvelder echter niet in actie. Later in 2006 won Xavi met FC Barcelona nog de Supercopa de España, maar de finales om de UEFA Supercup en de wereldbeker gingen verloren. Op 2 oktober 2007 speelde Xavi tegen VfB Stuttgart in de Champions League zijn 86e internationale wedstrijd voor FC Barcelona. Hij passeerde hiermee Migueli als speler met de meeste internationale duels in de clubgeschiedenis. Xavi had op dat moment zeventig wedstrijden in de Champions League, dertien wedstrijden in de UEFA Cup, één wedstrijden om de Europese Supercup en twee wedstrijden op het WK voor clubs gespeeld. De middenvelder was in het seizoen 2007/2008 de speler met de meeste gespeelde wedstrijden (54; 35 in de Primera División, 7 in de Copa del Rey, 12 in de Champions League), hoewel doelman Víctor Valdés meer speelminuten had (4433 voor Xavi, 4590 voor Valdés).

### FC Barcelona onder Guardiola
Voorafgaand aan het seizoen 2008/2009 verving Josep Guardiola Rijkaard als trainer van FC Barcelona. Xavi over Guardiola: "We hebben een speciale band omdat we voorheen samenspeelden. We hebben dezelfde visie wat betreft voetbal. We praten veel en vertrouwen elkaar. Hij roept me vaak naar de bank voor het geven van orders. Ik ben zijn verlengstuk op het veld." Zijn rol als spelmaker in het elftal van FC Barcelona leidde tot de bijnaam Humphrey Bogart, naar de befaamde uitspraak “play it again” van deze Hollywood-acteur. Met de club won Xavi in 2009 de Spaanse landstitel, de Copa del Rey, de Champions League, de Supercopa de España, de UEFA Supercup en het wereldkampioenschap voor clubs. In de bekerfinale tegen Athletic de Bilbao (4-1) scoorde Xavi via een vrije trap het vierde doelpunt van Barça. In de Champions League-finale gaf Xavi een assist op Lionel Messi, die de 2-0 binnenkopte. Na deze wedstrijd werd hij door de UEFA uitgeroepen tot Man of the Match. Op 9 december 2009 speelde Xavi tegen Dynamo Kiev zijn honderdste wedstrijd in de UEFA Champions League. Hij bekroonde deze mijlpaal met een doelpunt. Een week later bereikte Xavi een volgende mijlpaal door tegen CF Atlante op het WK voor clubs zijn vijfhonderdste officiële wedstrijd voor Barcelona te spelen. Hiermee kwam hij op 48 wedstrijden van het record van Migueli. Het lijkt een kwestie van tijd voordat Xavi ook de oud-verdediger inhaalt, mede door zijn eigen woorden: "Het is absoluut mijn droom om mijn loopbaan af te sluiten bij Barça, de club van mijn leven. Ik ben gelukkig dat ik een speler ben die binding heeft met zijn team. Ik ben levenslang culé en ik heb daar nooit een geheim van gemaakt." In 2010 prolongeerde Xavi met FC Barcelona de Spaanse landstitel. Op 2 januari 2011 speelde Xavi tegen UD Levante zijn 549e officiële wedstrijd voor FC Barcelona, waarmee hij het clubrecord van Migueli evenaarde. Drie dagen later, op 5 januari 2011, werd Xavi recordhouder door tegen Athletic de Bilbao in de Copa del Rey zijn 550e wedstrijd te spelen. De geprolongeerde landstitel van 2011 betekende de zesde voor Xavi, waarmee hij het record van Antoni Ramallets en Guardiola evenaarde. Bovendien won Barça voor de derde keer de Champions League. Met de winst van de Supercopa en de UEFA Supercup in augustus 2011 passeerde Xavi Guillermo Amor als succesvolste speler in de historie van de club.

### FC Barcelona onder Vilanova
FC Barcelona verloor de strijd om de eerste prijs van het seizoen. Real Madrid bleek in de Spaanse Supercup te sterk. Barca-middenvelder Xavi verwacht echter veel successen te behalen onder de nieuwe trainer Tito Vilanova. "Vilanova kan met dit team doorgaan met het winnen van veel prijzen", zegt de Spanjaard tegen RAC1. "Hij was al een belangrijke coach toen Pep er nog was. Hij is een karaktermens. Hij heeft heel duidelijke ideeën en wil altijd 4-3-3 spelen."
De middenvelder zette 28 januari 2013 zijn handtekening onder een contract dat hem tot medio 2016 aan Barça verbond, zo meldde de club via de officiële kanalen. De ondertekening van het contract vond plaats in het bijzijn van voorzitter Sandro Rosell, vicevoorzitter Josep Maria Bartomeu en sportief directeur Andoni Zubizarreta. Het oude contract van Xavi liep tot medio 2014.

### FC Barcelona onder Luis Enrique
Xavi speelde op zaterdag 25 april zijn 500ste competitiewedstrijd voor Barcelona in de Primera División. Hij was de eerste speler in de historie van de club die dit aantal bereikte. Xavi viel deze wedstrijd in de 88ste minuut in voor Andrés Iniesta, uit bij RCD Espanyol. De 0-2 eindstand stond op dat moment al op het bord. In de halve finales van de Champions League tegen Bayern München op 12 mei 2015 bereikte Xavi een mijlpaal. Hij werd de eerste voetballer die 150 Champions League-duels achter zijn naam had staan. Dit record werd één dag later geëvenaard door Real Madrid doelman Iker Casillas. Xavi speelde op 23 mei 2015 zijn laatste wedstrijd in de Primera División thuis tegen Deportivo La Coruña (2-2). Hij speelde in totaal 505 competitiewedstrijden voor Barcelona waarin hij 57 keer wist te scoren.
Xavi werd op zaterdag 30 mei 2015 de meest succesvolle Spaanse clubvoetballer aller tijden. Hij won die dag met Barcelona zijn derde Copa del Rey en daarmee zijn 24ste hoofdprijs voor clubs in totaal. Daarmee verbrak hij het record van Francisco Gento, die van 1954 tot en met 1969 met Real Madrid 23 hoofdprijzen won. Xavi won op zaterdag 6 juni 2015 voor de vierde keer in zijn carrière de UEFA Champions League. Daarmee evenaarde hij het record van Clarence Seedorf. Datzelfde gold voor zijn teamgenoten Lionel Messi, Andrés Iniesta en Gerard Piqué. Voor Xaxi betekende het zijn 25ste prijs met Barcelona.
In zijn allerlaatste optreden voor Barcelona, op zaterdag 6 juni 2015, kreeg Xavi het record in handen van de speler met de meeste wedstrijden in de UEFA Champions League. In de met 3-1 gewonnen finale tegen Juventus kwam hij een kwartier voor tijd in het veld. Hij verving aanvoerder Andrés Iniesta. Met die invalbeurt kwam hij op 151 duels uit, een meer dan zijn landgenoot Iker Casillas, doelman van Real Madrid.

### Al-Sadd
Op 21 mei 2015 werd bekend dat Xavi een tweejarig contract had getekend bij het Qatarese Al-Sadd, waarbij hij zich na afloop van het seizoen zou voegen. Zijn debuut voor die club maakte hij op 13 september, tegen Al-Mesaimeer. Een week later scoorde hij zijn eerste doelpunt voor Al-Sadd tegen Umm-Salal. In de voorrondes van de AFC Champions League tegen Al-Jazira op 9 februari 2016 speelde Xavi zijn eerste continentale wedstrijd in Azië en droeg hij voor het eerst de aanvoerdersband van Al-Sadd. Na strafschoppen werd er verloren, Xavi was een van de spelers die vanaf elf meter miste voor zijn club.
In het seizoen 2016/17 was hij goed voor negen doelpunten en twaalf assists en werd de beker gewonnen. In 2018 speelde Al-Sadd in het hoofdtoernooi van de AFC Champions League. In de halve finale werden ze uitgeschakeld.
Op 2 mei 2019 maakte Xavi bekend dat het seizoen 2018/19 zijn laatste seizoen als voetballer is, op het moment dat Al-Sadd de titel had gewonnen. Hij meldde zich te gaan richten op een trainerscarrière.

## Trainerscarrière

### Al-Sadd
Op 28 mei 2019 tekende Xavi als hoofdcoach voor twee seizoenen een contract bij zijn oude club Al-Sadd. In die twee jaren won de ploeg onder zijn bewind zeven prijzen waaronder de landstitel. In mei 2021 werd zijn contract met nogmaals twee jaar verlengd. Op 5 november 2021 meldde de club dat Xavi vertrekt naar FC Barcelona, nadat Xavi en FC Barcelona samen zijn afkoopclausule betaalde.

### FC Barcelona
Op 6 november 2021 keerde Xavi terug naar zijn voormalige club FC Barcelona als de nieuwe manager, ter vervanging van Ronald Koeman, Xavi tekende een contract to medio 2024. Na zijn aankomst voerde Xavi strengere regels in voor de spelers, waaronder de herinvoering van boetes, vroeger arriveren voor training en het volgen van de regels voor activiteiten buiten het veld.
In zijn eerste wedstrijd als coach versloeg hij de rivaal RCD Espanyol met 1-0 in de Primera División. Op 4 december 2021 leed Xavi zijn eerste nederlaag als coach nadat ze met 1-0 verloren van Real Betis thuis in de Primera División. In Xavi's eerste UEFA Champions League seizoen nam hij de leiding met nog twee groepswedstrijden te gaan. Na een 0-0 gelijkspel tegen Benfica op 23 november 2021 en een 3-0 nederlaag tegen Bayern München op 8 december 2021, eindigde FC Barcelona als derde in de groepsfase, waardoor ze in de UEFA Europa League play-offs terechtkwamen.
Op 12 januari 2022, in zijn eerste El Clásico als coach, werd FC Barcelona verslagen door Real Madrid met 2-3 aan het einde van de verlenging in de halve finale van de Supercopa de España. FC Barcelona leed een vroege uitschakeling uit de Copa del Rey na een nederlaag met 3-2 na verlenging tegen Athletic Bilbao in de achtste finales. In de winterse transferperiode versterkte FC Barcelona hun aanval met de komst van Ferran Torres en Pierre-Emerick Aubameyang en Adama Traoré op huurbasis. Na een moeilijke eerste paar maanden voor Xavi, keerde FC Barcelona snel het tij met de nieuwe aanwinsten die een grote rol speelden in de wederkering van de prestatie van het team. Het team begon een reeks van 14 wedstrijden zonder nederlaag, te beginnen met een 0-1 overwinning op Deportivo Alavés in Primera División, waarbij ze tijdens deze reeks in 6 van de 11 wedstrijden vier doelpunten scoorden, en zich ook plaatsten voor de kwartfinales van de Europa League. Op 20 maart won Xavi zijn eerste El Clásico als manager door Real Madrid met 0-4 te verslaan in Primera División in het Santiago Bernabéu, waarmee hij hun vijf wedstrijden durende verliesreeks in Clásico's beëindigde en hun ongeslagen reeks verlengde tot 12 wedstrijden. Op 14 april werden Xavi en zijn team, die op het punt stonden van een monumentale comeback, uitgeschakeld in de kwartfinales van de UEFA Europa League door Eintracht Frankfurt, waarmee hun reeks van vijftien wedstrijden zonder nederlaag ten einde kwam. In Primera División leidde hij FC Barcelona naar een tweede plaats na de negende plaats bij zijn aantreden.
In de UEFA Champions League 2022-23 eindigde FC Barcelona als derde in hun groep achter Bayern München en Internazionale, waardoor ze voor het tweede opeenvolgende seizoen naar de UEFA Europa League gingen. Op 15 januari 2023 won FC Barcelona hun eerste titel onder Xavi, na een 3-1 overwinning tegen Real Madrid in de finale van de Supercopa de España. Op 14 mei 2023 veroverde FC Barcelona de titel van Primera División 2022-23 na het verslaan van rivalen RCD Espanyol met 4-2, waarbij Xavi de club leidde naar zijn eerste landstitel sinds het seizoen 2018-19. Op 22 september 2023 werd aangekondigd dat hij zijn contract bij de club had verlengd tot 2025.
Xavi begon het volgende seizoen goed, maar kreeg al snel te maken met een golf van blessures in zijn team. Een reeks teleurstellende resultaten gedurende december en januari, waaronder nederlagen met 4-1 tegen Real Madrid in de Supercopa de España en 4-2 tegen Athletic Bilbao in de Copa del Rey, leidde tot toenemende druk en kritiek op Xavi. Na een thuisnederlaag met 3-5 tegen Villarreal op 27 januari 2024, waardoor de club 10 punten achter koploper Real Madrid stond, kondigde hij aan dat hij de club zou verlaten na afloop van het seizoen. Hier kwam hij op 25 april op terug tijdens een ingelaste persconferentie samen met Barca voorzitter Joan Laporta, waar ze aankondigden dat Xavi zijn contract zal vervullen tot 2025.
Op 24 mei 2024 kondigde de club aan dat Xavi, om verschillende redenen, besloot om door te gaan, maar desondanks heeft het bestuur besloten om hem en zijn volledige staf te ontslaan. Dit gebeurde slechts enkele weken nadat het tegenovergestelde was gebeurd. Xavi coachte zijn laatste wedstrijd op zondag 26 mei 2024 tegen Sevilla, die met 2-1 werd gewonnen. Op 29 mei werd zijn contract ontbonden.

## Clubstatistieken
| Seizoen     | Club         | Competitie       | Competitie | Competitie | Beker | Beker | Internationaal | Internationaal | Overig | Overig | Totaal | Totaal |
| Seizoen     | Club         | Competitie       | Wed.       | Dlp.       | Wed.  | Dlp.  | Wed.           | Dlp.           | Wed.   | Dlp.   | Wed.   | Dlp.   |
| ----------- | ------------ | ---------------- | ---------- | ---------- | ----- | ----- | -------------- | -------------- | ------ | ------ | ------ | ------ |
| 1998/99     | FC Barcelona | Primera División | 17         | 1          | 2     | 0     | 6              | 0              | 1      | 1      | 26     | 2      |
| 1999/00     | FC Barcelona | Primera División | 24         | 0          | 4     | 1     | 10             | 1              | 0      | 0      | 38     | 2      |
| 2000/01     | FC Barcelona | Primera División | 20         | 2          | 7     | 0     | 9              | 0              | —      | —      | 36     | 2      |
| 2001/02     | FC Barcelona | Primera División | 35         | 4          | 1     | 0     | 16             | 0              | —      | —      | 52     | 4      |
| 2002/03     | FC Barcelona | Primera División | 29         | 2          | 1     | 0     | 14             | 1              | —      | —      | 44     | 3      |
| 2003/04     | FC Barcelona | Primera División | 36         | 4          | 6     | 0     | 7              | 1              | —      | —      | 49     | 5      |
| 2004/05     | FC Barcelona | Primera División | 36         | 3          | 1     | 0     | 8              | 0              | —      | —      | 45     | 3      |
| 2005/06     | FC Barcelona | Primera División | 16         | 0          | 0     | 0     | 4              | 0              | 2      | 0      | 22     | 0      |
| 2006/07     | FC Barcelona | Primera División | 35         | 3          | 7     | 2     | 8              | 0              | 4      | 1      | 54     | 6      |
| 2007/08     | FC Barcelona | Primera División | 35         | 7          | 7     | 1     | 12             | 1              | —      | —      | 54     | 9      |
| 2008/09     | FC Barcelona | Primera División | 35         | 6          | 5     | 1     | 14             | 3              | —      | —      | 54     | 10     |
| 2009/10     | FC Barcelona | Primera División | 34         | 3          | 3     | 2     | 12             | 1              | 4      | 1      | 53     | 7      |
| 2010/11     | FC Barcelona | Primera División | 31         | 3          | 6     | 0     | 12             | 2              | 1      | 0      | 50     | 5      |
| 2011/12     | FC Barcelona | Primera División | 31         | 9          | 7     | 2     | 10             | 1              | 3      | 1      | 51     | 13     |
| 2012/13     | FC Barcelona | Primera División | 30         | 5          | 5     | 0     | 11             | 1              | 2      | 1      | 48     | 7      |
| 2013/14     | FC Barcelona | Primera División | 30         | 3          | 5     | 0     | 10             | 1              | 2      | 0      | 47     | 4      |
| 2014/15     | FC Barcelona | Primera División | 31         | 2          | 2     | 0     | 9              | 0              | —      | —      | 42     | 2      |
| Club totaal | Club totaal  | Club totaal      | 505        | 58         | 69    | 9     | 172            | 13             | 19     | 5      | 765    | 85     |
| 2015/16     | Al-Sadd      | Qatari League    | 24         | 3          | 0     | 0     | 1              | 0              | —      | —      | 25     | 3      |
| 2016/17     | Al-Sadd      | Qatari League    | 26         | 10         | 0     | 0     | 1              | 0              | —      | —      | 27     | 10     |
| 2017/18     | Al-Sadd      | Qatari League    | 17         | 5          | 0     | 0     | 11             | 1              | —      | —      | 28     | 6      |
| 2018/19     | Al-Sadd      | Qatari League    | 14         | 2          | 0     | 0     | 4              | 3              | —      | —      | 18     | 5      |
| Club totaal | Club totaal  | Club totaal      | 81         | 20         | 0     | 0     | 17             | 4              | 0      | 0      | 98     | 24     |
| TOTAAL      | TOTAAL       | TOTAAL           | 586        | 78         | 69    | 9     | 189            | 17             | 19     | 5      | 863    | 109    |

## Interlandcarrière

### Jeugdelftallen
In december 1996 kwam Xavi in beeld bij de nationale elftallen. Teodoro Nieto, scout van de nationale bond, bezocht destijds een jeugdtoernooi op Tenerife tussen regionale selecties. In het Catalaanse team Onder-17 viel zijn oog Xavi. In 1997 behoorde Xavi tot de Spaanse selectie voor het WK Onder-17 in Egypte.
In 1999 werd Xavi samen met zijn toenmalige clubgenoten Gabri García en David Bermudo met Spanje wereldkampioen in Nigeria op het WK Onder-20. Hij scoorde drie doelpunten in de achtste finale tegen de Verenigde Staten (3-2) en in de halve finale tegen Mali.
Een jaar later won Xavi met het olympisch elftal de zilveren medaille op de Olympische Spelen 2000 van Sydney. De middenvelder startte in alle zes wedstrijden in de basis en scoorde tegen Zuid-Korea in de eerste groepswedstrijd (3-0) en tegen Kameroen in de finale (2-2). De finale werd uiteindelijk door Spanje verloren na strafschoppen, hoewel Xavi zijn strafschop benutte.

### Eerste elftal
Op 15 november 2000 debuteerde Xavi tegen Nederland in het Spaans nationaal elftal. De middenvelder startte in de basis. Op 26 maart 2005 maakte Xavi tegen China zijn eerste interlanddoelpunt. Hij behoorde tot de selecties voor het WK 2002, het EK 2004, het WK 2006, het EK 2008, het WK 2010, het EK 2012 en het WK 2014.
In 2002 viel Xavi twee keer in, tegen Paraguay voor Juan Carlos Valerón in de tweede groepswedstrijd en tegen Zuid-Korea voor Iván Helguera in de kwartfinale, en startte de middenvelder in de laatste groepswedstrijd tegen Zuid-Afrika in de basis. In de kwartfinale werd Spanje na strafschoppen uitgeschakeld door Zuid-Korea, hoewel Xavi zijn genomen penalty benutte.
Op het EK 2004 behoorde Xavi wel tot de Spaanse selectie, maar speelde echter geen minuut. Twee jaar later was hij op het WK 2006 basisspeler. Spanje bereikte met Xavi als spelverdeler redelijk gemakkelijk de tweede ronde, maar in de achtste finale volgde uitschakeling na een 2-1 nederlaag tegen Frankrijk. Op 6 september 2006 scoorde Xavi zijn tweede doelpunt voor Spanje in het verloren EK-kwalificatieduel tegen Noord-Ierland (3-2). Het was bovendien het duizendste doelpunt in de historie van het Spaans nationaal elftal.
Tijdens het EK 2008 won Xavi met de Spaanse ploeg het kampioenschap. Op 29 juni werd in Wenen met 1-0 gewonnen van Duitsland. Xavi gaf de assist op Fernando Torres voor het enige doelpunt in de finale. Zelf scoorde de middenvelder eenmaal, de openingstreffer in het halve finaleduel tegen Rusland. Xavi werd door de UEFA verkozen tot speler van het toernooi. Tijdens de viering van de Europese titel op het Plaza de Colón in Madrid riep Xavi de menigte “Viva España” toe, wat een historische lading kreeg. Dat een van de grootste Catalaanse helden in het centrum van Madrid deze woorden uitsprak, werd door historici gezien als symbolisch voor de nieuwe vorm van Spaans nationalisme met sport als belangrijke bindende factor waarbij een nieuwe generatie sporters, geboren na het overlijden van Francisco Franco, met in het bijzonder successen in teamsporten als voetbal en basketbal het land meer en meer verenigt.
In juni 2009 behaalde Xavi met Spanje de derde plaats op de Confederations Cup. In 2010 behoorde hij tot de Spaanse selectie voor het WK, een toernooi dat door Spanje werd gewonnen. Op 25 maart 2011 speelde Xavi zijn honderdste interland, waarvoor hij in november 2011 namens de UEFA de International Centurion Award en namens de RFEF de Medalla de Oro ontving.
Tijdens het EK 2012 brak Xavi in de wedstrijd het record van Ronald Koeman van meeste passes tijdens één wedstrijd. Tevens verbeterde hij ook het record van succesvolle passes, 127 van de 136 passes bereikten een medespeler. Later in het toernooi, na de wedstrijd tegen Frankrijk, brak Xavi nog een mooi record. Het record van meeste succesvolle passes op een EK. Hij nam het record over van Zinédine Zidane.

### Statistieken
| jaar | elftal                  | toernooi                     | wed. | goals |
| ---- | ----------------------- | ---------------------------- | ---- | ----- |
| 1999 | Spaans elftal onder-20  | Wereldkampioenschap onder 20 | 7    | 2     |
| 2000 | Spaans olympisch elftal | Olympische Spelen            | 6    | 2     |
| 2002 | Spaans elftal           | Wereldkampioenschap          | 3    | 0     |
| 2004 | Spaans elftal           | Europees kampioenschap       | 0    | 0     |
| 2006 | Spaans elftal           | Wereldkampioenschap          | 4    | 0     |
| 2008 | Spaans elftal           | Europees kampioenschap       | 5    | 1     |
| 2009 | Spaans elftal           | Confederations Cup           | 4    | 0     |
| 2010 | Spaans elftal           | Wereldkampioenschap          | 6    | 0     |
| 2012 | Spaans elftal           | Europees kampioenschap       | 6    | 0     |
| 2014 | Spaans elftal           | Wereldkampioenschap          | 1    | 0     |

### Catalaans elftal
Xavi debuteerde op 22 december 1998 in het Catalaans elftal tegen Nigeria. De middenvelder maakte zijn eerste doelpunt voor het team op 22 december 2000 tegen Litouwen.

## Erelijst
Als speler
| Competitie            | Aantal       | Jaren                                                                  |
| FC Barcelona          | FC Barcelona | FC Barcelona                                                           |
| --------------------- | ------------ | ---------------------------------------------------------------------- |
| UEFA Champions League | 4x           | 2005/06, 2008/09, 2010/11, 2014/15                                     |
| UEFA Super Cup        | 2x           | 2009, 2011                                                             |
| FIFA Club World Cup   | 2x           | 2009, 2011                                                             |
| Primera División      | 8x           | 1998/99, 2004/05, 2005/06, 2008/09, 2009/10, 2010/11, 2012/13, 2014/15 |
| Copa del Rey          | 3x           | 2008/09, 2011/12, 2014/15                                              |
| Supercopa de España   | 6x           | 2005, 2006, 2009, 2010, 2011, 2013                                     |
| Al-Sadd               |              |                                                                        |
| Qatar Stars League    | 1x           | 2018/19                                                                |
| Qatar Cup             | 1x           | 2017                                                                   |
| Sheikh Jassem Cup     | 1x           | 2017                                                                   |
| Emir of Qatar Cup     | 1x           | 2017                                                                   |

| Competitie              | Winnaar         | Winnaar         | Runner-up       | Runner-up       | Derde           | Derde           |
| Competitie              | Aantal          | Jaren           | Aantal          | Jaren           | Aantal          | Jaren           |
| Spanje onder 16         | Spanje onder 16 | Spanje onder 16 | Spanje onder 16 | Spanje onder 16 | Spanje onder 16 | Spanje onder 16 |
| ----------------------- | --------------- | --------------- | --------------- | --------------- | --------------- | --------------- |
| UEFA EK onder 16        | 1x              | · 1997          |                 |                 |                 |                 |
| Spanje onder 20         |                 |                 |                 |                 |                 |                 |
| FIFA WK onder 20        | 1x              | · 1999          |                 |                 |                 |                 |
| Spanje                  |                 |                 |                 |                 |                 |                 |
| FIFA WK                 | 1x              | · 2010          |                 |                 |                 |                 |
| UEFA EK                 | 2x              | · 2008, 2012    |                 |                 |                 |                 |
| FIFA Confederations Cup |                 |                 | 1x              | · 2013          | 1x              | · 2009          |
| Spanje (OS)             |                 |                 |                 |                 |                 |                 |
| Olympische Zomerspelen  |                 |                 | 1x              | · 2000          |                 |                 |

Individueel als speler
| Prijs                                                                  |             |                                    |             |             |
| Prijs                                                                  | Aantal      | Jaren                              |             |             |
| Individueel                                                            | Individueel | Individueel                        | Individueel | Individueel |
| ---------------------------------------------------------------------- | ----------- | ---------------------------------- | ----------- | ----------- |
| World Soccer Speler van het Jaar                                       | 1x          | 2010                               |             |             |
| EK Speler van het Toernooi                                             | 1x          | 2008                               |             |             |
| UEFA Clubmiddenvelder van het Jaar                                     | 1x          | 2008/09                            |             |             |
| IFFHS Spelmaker van de Wereld                                          | 4x          | 2008, 2009, 2010, 2011             |             |             |
| Beste Jonge Speler van de Primera División                             | 1x          | 1999                               |             |             |
| La Liga Middenvelder van het Jaar                                      | 3x          | 2009, 2010, 2011                   |             |             |
| FIFA WK Dream Team                                                     | 1x          | 2010                               |             |             |
| UEFA Europees Kampioenschap Team van het Toernooi                      | 2x          | 2008, 2012                         |             |             |
| FIFA FIFPro World 11                                                   | 6x          | 2008, 2009, 2010, 2011, 2012, 2013 |             |             |
| UEFA Team van het Jaar                                                 | 5x          | 2008, 2009, 2010, 2011, 2012       |             |             |
| ESM Team van het Jaar                                                  | 3x          | 2008/09, 2010/11, 2011/12          |             |             |
| Premio Don Balón Team van het Decennium                                | 1x          | 2010                               |             |             |
| FIFA WK voor clubs Zilveren Bal                                        | 1x          | 2011                               |             |             |
| FIFA WK voor clubs Bronzen Bal                                         | 1x          | 2009                               |             |             |
| Globe Soccer Awards Player Career Award                                | 1x          | 2013                               |             |             |
| UEFA Ultimate Team of the Year                                         | 1x          | 2015                               |             |             |
| Marca Leyenda                                                          | 1x          | 2015                               |             |             |
| AFC Champions League Fans' Best XI                                     | 1x          | 2018                               |             |             |
| AFC Champions League OPTA Best XI                                      | 1x          | 2018                               |             |             |
| Ballon d'Or Dream Team                                                 | 1x          | 2020                               |             |             |
| IFFHS All-time Men's Dream Team                                        | 1x          | 2021                               |             |             |
| Onderscheiding                                                         |             |                                    |             |             |
| Premios Nacionales del Deporte (Nationale Sportprijs)                  | 1x          | 2009                               |             |             |
| Real Orden del Mérito Deportivo (Koninklijke Orde van Sportverdienste) | 1x          | 2010                               |             |             |
| Premios Princesa de Asturias (Prinses van Asturiëprijs)                | 2x          | 2010, 2012                         |             |             |

Als trainer
| Competitie          | Aantal  | Jaren      |
| Al-Sadd             | Al-Sadd | Al-Sadd    |
| ------------------- | ------- | ---------- |
| Qatar Stars League  | 1x      | 2020/21    |
| Qatar Cup           | 2x      | 2020, 2021 |
| Sheikh Jassem Cup   | 1x      | 2019       |
| Emir of Qatar Cup   | 2x      | 2020, 2021 |
| Qatari Stars Cup    | 1x      | 2019/20    |
| FC Barcelona        |         |            |
| Supercopa de España | 1x      | 2022/23    |
| Primera División    | 1x      | 2022/23    |

## Trivia
- Buiten het voetbal heeft Xavi nog een grote passie: paddenstoelen zoeken, iets wat in Catalonië een vrij populaire hobby is.[28]
- Xavi heeft in zijn gehele carrière nooit een directe rode kaart gekregen.
- Tijdens zijn trainersperiode bij Al-Sadd en FC Barcelona was zijn broer, Óscar Hernández, zijn assistent-trainer.